# رؤوف بوزيان
رؤوف بوزيان مواليد 16 أغسطس 1970 في سوسة، هو لاعب كرة قدم تونسي دولي سابق كان يلعب كمدافع. سبق له أن لعب في كأس العالم لكرة القدم مع منتخب بلاده. لعب خلال مسيرته 356 مباراة سجل خلالها 38 هدفاً.

## روابط خارجية
- رؤوف بوزيان على موقع الاتحاد الدولي (مؤرشف)  (الإنجليزية)
- رؤوف بوزيان على موقع قاعدة بيانات كرة القدم.إي يو (الإنجليزية)
- رؤوف بوزيان على موقع ناشيونال فوتبول تيمز (الإنجليزية)
- رؤوف بوزيان على موقع Soccerway.com (الإنجليزية)
- رؤوف بوزيان على موقع عالم كرة القدم.نت (الإنجليزية)
- رؤوف بوزيان على موقع GSA (الإنجليزية)